# Condoches

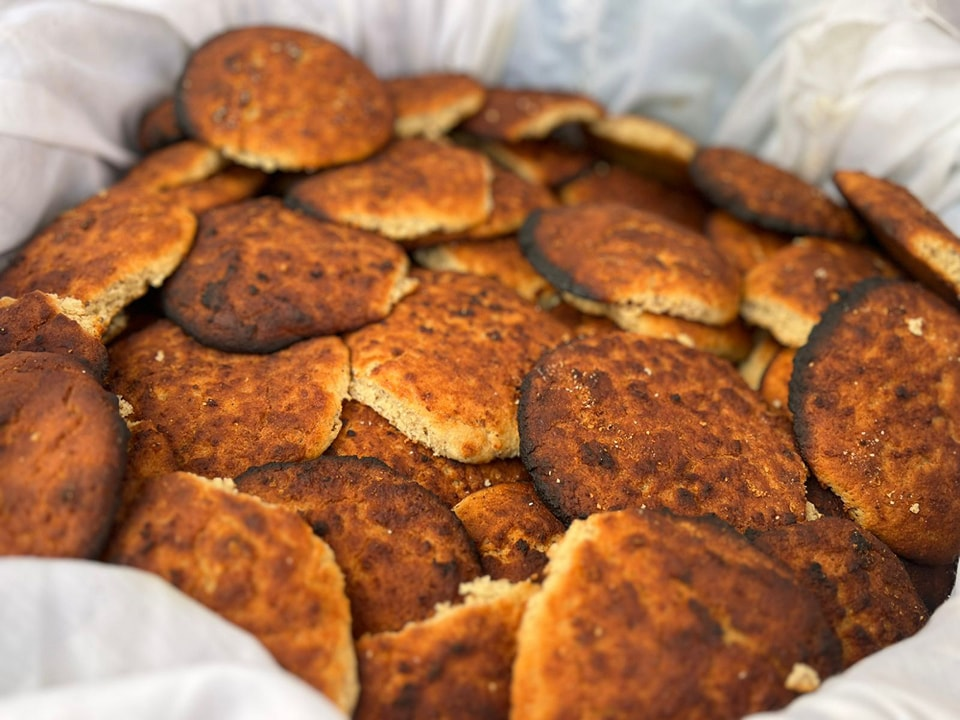
Condoches.

Los condoches son un pan mexicano, típico de la Mesa Central de México, especialmente en los estados de Aguascalientes, Zacatecas y San Luis Potosí.
Consisten en una masa rellena de trigo, a la que se le da forma parecida a la de una tortilla gruesa, que se cocina al horno de barro; y pueden ser tanto dulces como salados. Pueden estar rellenos, además, con pasas, coco rallado, y otros frutos secos.Este platillo ha sido parte de la gastronomía mexicana desde la época colonial y se asocia especialmente con festividades religiosas y tradicionales, como el Día de Muertos. Su preparación y consumo han perdurado a lo largo de generaciones, convirtiéndose en un símbolo de identidad cultural en las comunidades donde se elabora. Además, los condoches también forman parte del Patrimonio Cultural Intangible de México, lo que refuerza su valor histórico y gastronómico dentro del país.

## Origen

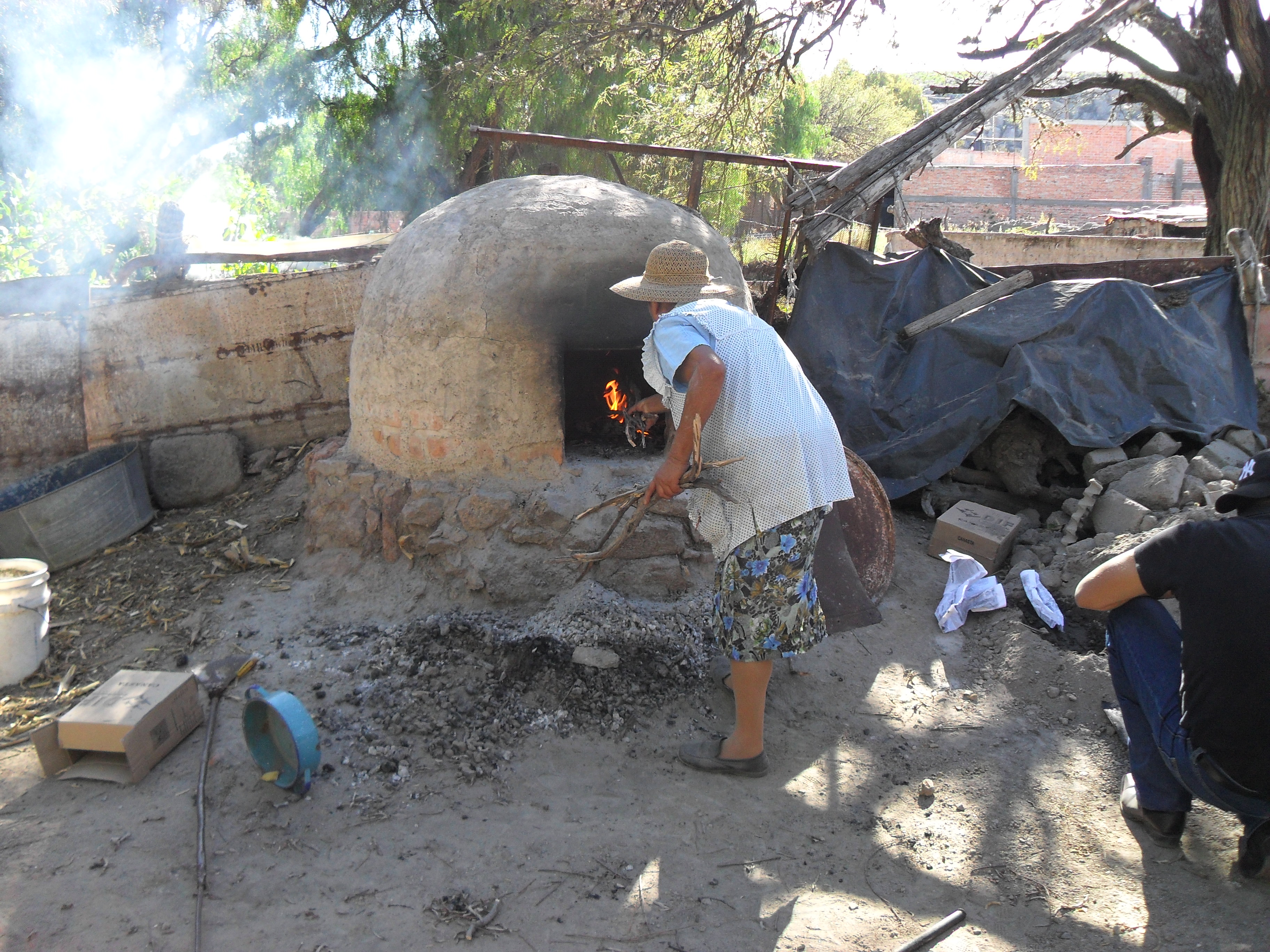
Mujer horneando condoches, en Loreto, Zacatecas.

El condoche tiene raíces que se remontan a la época colonial, cuando los españoles introdujeron el trigo en México. Su elaboración refleja la fusión de la cocina europea con la tradición indígena del uso del maíz. A diferencia de otros panes, los condoches combinan harina de trigo y maíz, lo que les confiere una textura y sabor característicos. Son particularmente populares en comunidades rurales, donde su preparación sigue siendo un símbolo de tradición y convivencia familiar.
La tradición de hacer condoches se ha mantenido en distintas familias a lo largo de los siglos, transmitiéndose de generación en generación. En Zacatecas, por ejemplo, se le considera parte esencial de la gastronomía local y se elabora principalmente en fechas especiales. En Trancoso, Zacatecas, incluso se realiza una Feria del Pan Ranchero y el Condoche, donde se destacan las diversas formas de preparación y su importancia dentro de la cultura gastronómica local. 

### Festival del Condoche en Aguascalientes
En Aguascalientes, los condoches tienen un festival especial donde panaderos y cocineros muestran sus mejores recetas y variaciones del platillo. El evento busca preservar la tradición, fomentar el consumo de este pan tradicional y promover el talento culinario local. Durante el festival, los asistentes pueden degustar diferentes tipos de condoches y participar en actividades relacionadas con la cultura gastronómica del estado.

## Receta
Los condoches consisten en gorditas horneadas hechas con una mezcla de masa de maíz y harina de trigo, a la cual se le agrega leche, mantequilla o manteca de puerco, y en algunas variantes, piloncillo. Se pueden rellenar con jocoque, queso panela o requesón. Su preparación varía según la región, pero generalmente se cuecen en horno de leña, lo que les otorga un sabor ahumado característico.

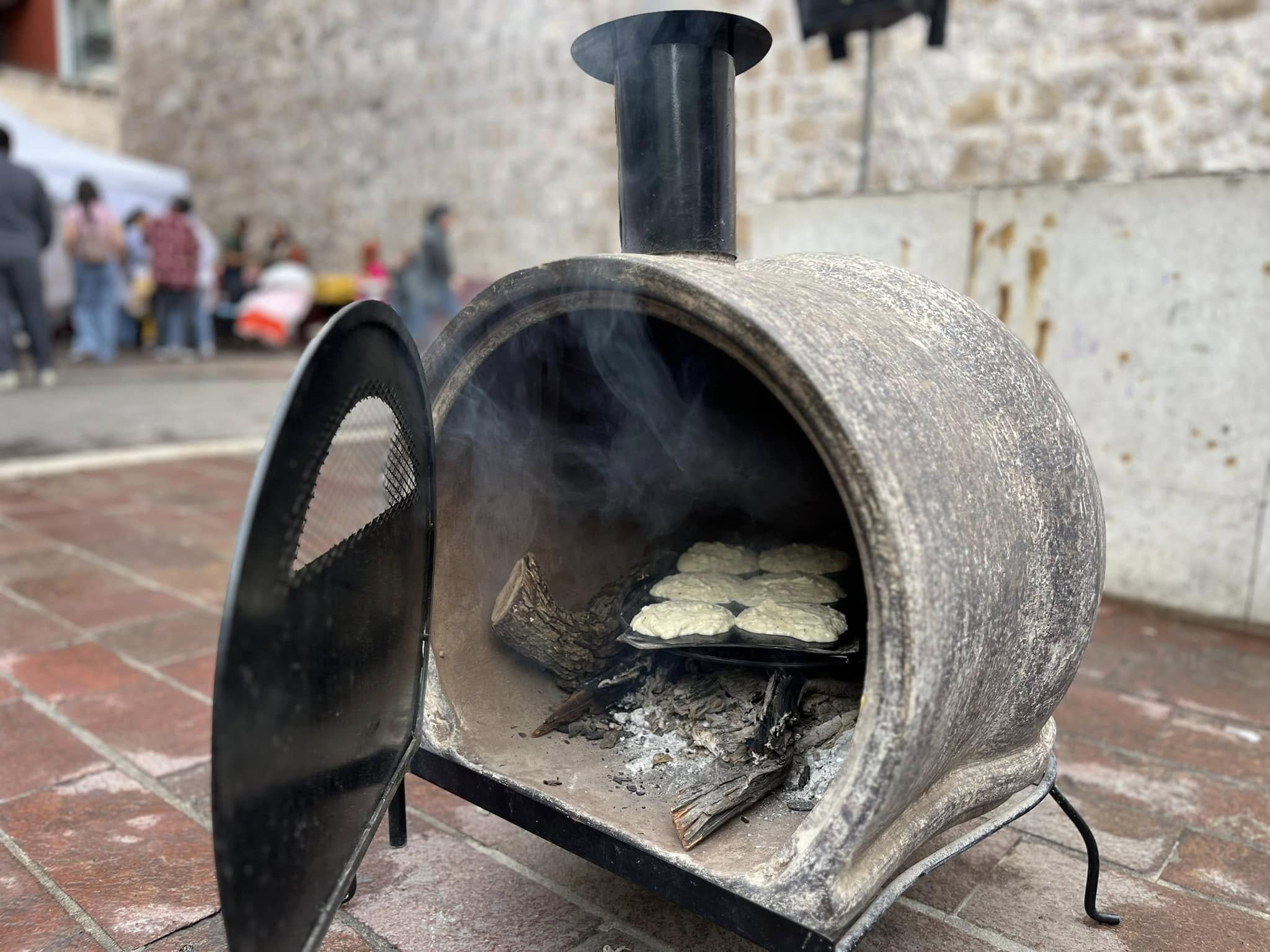
Condoches en Horno

En algunas comunidades, la preparación del condoche es un evento familiar, donde los integrantes participan en la molienda del maíz y la mezcla de los ingredientes, manteniendo viva la tradición. También se han desarrollado variaciones en la receta, donde se incorporan otros ingredientes como anís, azúcar morena y nueces, dependiendo del gusto local y las costumbres de cada región.

## Enlacesexternos
- Wikimedia Commons alberga una categoría multimedia sobre Condoches.
- http://www.mexicodesconocido.com.mx/condoches-la-saturnina.html
- http://www.madeleinecocina.com/2011/10/5069/
- http://sic.conaculta.gob.mx/ficha.php?table=frpintangible&table_id=74
- https://web.archive.org/web/20160304235106/http://noriazac.com/gallery/nfpicturepro/displayimage.php?album=18&pos=133

- Datos: Q5782568